# Надежда (фильм, 2019)
«Надежда» (норв. Håp) — художественный фильм режиссёра Марии Сёдаль, вышедший на экраны в 2019 году. Фильм вошёл в шорт-лист из пятнадцати фильмов в номинации лучший фильм на иностранном языке на 93-й церемонии вручения премии «Оскар».

## Сюжет
Отношения между хореографом Аней Рихтер и её мужем, театральным режиссёром Томасом, подверглись испытанию, когда за день до Рождества у Ани была диагностирована опасная для жизни опухоль мозга. За одиннадцать дней фильм переносит главного героя от смертельного приговора в больнице к операции по спасению жизни. Из-за высокой дозировки стероидов Аня переживает «американские горки» эмоций и принимает важные решения для себя, своего мужа и всей семьи.

## В ролях
- Андреа Брюн Ховиг — Аня
- Стеллан Скарсгард — Томас
- Элли Рианнон Мюллер Осборн — Юли
- Альфред Ватне — Эрленд
- Стейнар Клоуман Халлерт — Симон
- Даниэль Сторм Фортун Сандбю — Исак
- Эйрик Халлерт — Хенрик
- Дина Эноксен Эльвехауг — Ада
- Эйнар Экланд — отец Ани
- Гертруда Юнге — Вера

## Выпуск
Премьера фильма состоялась 7 сентября 2019 года на Международном кинофестивале в Торонто, затем он был показан на 70-м Берлинском международном кинофестивале в феврале 2020 года, где занял 3-е место на вручении премии зрительских симпатий «Панорама», в категории художественных фильмов.
Фильм получил восемь номинаций на норвежскую национальную кинопремию «Аманда» из которых получил две.

## Приём критиков
На сайте Rotten Tomatoes фильм получил среднюю оценку 8,7 из 10.
Анне Гелсвик в своей рецензии пишет: «Художественное достижение фильма заключается в том, что Мария Сёдаль с трезвостью, юмором и проницательностью переносит здесь на холст историю о собственном раке. Кризисы и болезненные жизненные переживания убедительно трансформируются в искусство, фильму удаётся сосредоточиться на главном. Поскольку фильм называется „Надежда“, зритель готовится к счастливому финалу и, таким образом, может сосредоточиться на влиянии предполагаемого смертного приговора на отношения главного героя с окружающими». Критик особенно похвалил игру двух главных актёров.

## Награды и номинации
- 2020 — участие в программе «Панорама» Берлинского кинофестиваля, а также приз Label Europa Cinemas.
- 2020 — участие в конкурсной программе Брюссельского кинофестиваля.
- 2020 — три приза Тронхеймского кинофестиваля: лучшая женская роль (Андреа Брюн Ховиг), лучшая женская роль второго плана (Гертруда Юнге), лучшая работа художника-постановщика (Йорген Стангебю Ларсен).
- 2020 — две премии «Аманда» за лучшую женскую роль (Андреа Брюн Ховиг) и за лучшую работу художника-постановщика (Йорген Стангебю Ларсен), а также 6 номинаций: лучший фильм (Мария Сёдаль, Томас Робсам), лучшая режиссура (Мария Сёдаль), лучший сценарий (Мария Сёдаль), лучшая мужская роль (Стеллан Скарсгард), лучшая женская роль второго плана (Гертруда Юнге), лучшая операторская работа (Мануэль Альберто Кларо).
- 2020 — две номинации на премию Европейской киноакадемии: лучший европейский режиссёр (Мария Сёдаль), лучшая европейская актриса (Андреа Брюн Ховиг).